# Раундстон

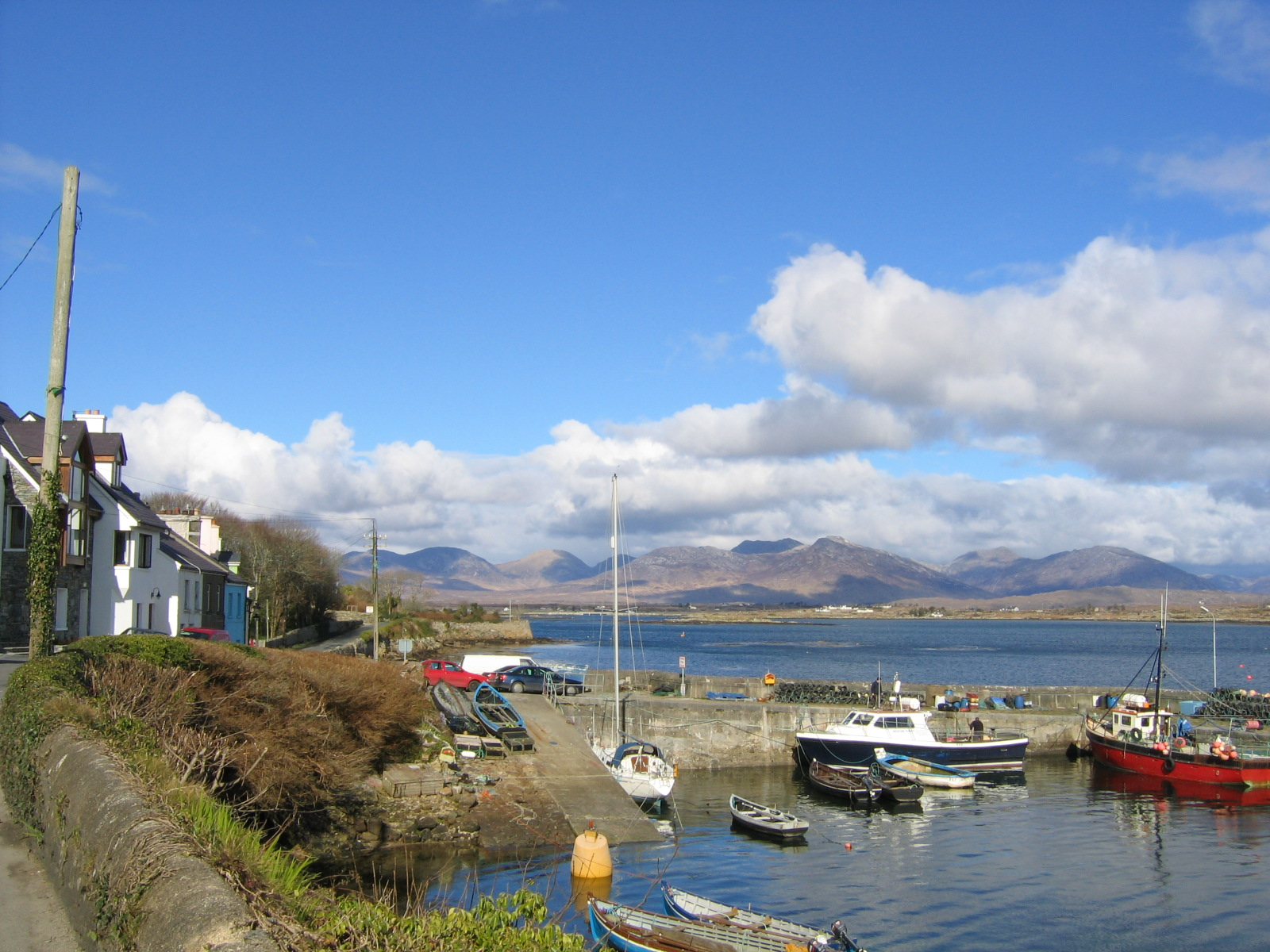

Раундстон (англ. Roundstone; ирл. Cloch na Rón) — деревня в Ирландии, находится в графстве Голуэй (провинция Коннахт). Расположен напротив острова Инишни в заливе Раундстон, он находится в 76,3 км к северо-западу по дороге от Голуэя и 18 км к юго-востоку от Клифдена. Известен тем, что в июле в нём проходит ежегодная регата.

## Этимология
Англизированное название "Roundstone" обычно считается ошибкой со стороны британской колониальной Оружейной службы, которая перевела название деревни; в то время как «Клох» определённо означает «камень» или «скала», «Рон» означает «тюлень», а не «круг» или «круглый». Тем не менее, названия Cloch na Rón и Roundstone могут быть полностью независимыми. Залив упоминается как Round-stone Haven ещё в 1684 году (Родерик О'Флаэрти), а скала, в честь которой он назван, стоит как маркер у входа и имеет поразительно круглую форму.

## История
Территория к северу от Раундстона была занята семьей О'Флаэрти, которая в XV веке построила Доминиканский монастырь примерно на 3.2 километра к северу от того, что сейчас называется Раундстон. Компания Roundstone была основана шотландским инженером Александром Ниммо в 1820-х годах для строительства домов, дорог и гаваней на западе Ирландии. Здесь поселились рыбаки из Шотландии, а в 1835 году был построен францисканский монастырь. К концу 1840-х годов здесь процветала рыбная промышленность и проживало 400 человек.

## Демография
Население — 207 человек (по переписи 2006 года). В 2002 году население было 239 человек.
Данные переписи 2006 года:
| Общие демографические показатели |               |                               |                               |      |      |
| Всё население                    | Всё население | Изменения населения 2002—2006 | Изменения населения 2002—2006 | 2006 | 2006 |
| 2002                             | 2006          | чел.                          | %                             | муж. | жен. |
| 239                              | 207           | −32                           | −13,4                         | 97   | 110  |

## Культура
Раундстоун известен как дом для творчества и искусства. На протяжении многих лет здесь рисовали некоторые из самых важных деятелей ирландского искусства, в том числе Пол Хенри, Джек Б. Йейтс, Джерард Диллон и Нано Рид. Yvonne Kings Studio и Stable Gallery – известные галереи деревни. Местный летний фестиваль и регата проводятся в июле. Традиционные ирландские вечера проводятся еженедельно в течение июля и августа, на них выступают музыканты, певцы и танцоры из области Коннемара. Рок-звезда Стинг жил в Раундстоуне в начале 1980-х, там он написал большую часть песен для третьего альбома The Police «Zenyatta Mondatta».
Фильмы, снятые в Раундстоуне, включают Человек-макинтош (1973) Джона Хьюстона, На Запад (1992) Майка Ньюэлла, Сводник (1997) Марка Джоффа, Марли и я (2008) Дэвида Франкеля и Два дня для убийства (2008) Жана Беккера. Шестисерийный драматический сериал «Связь с Северным морем» был снят там в 2021 году.

## Сёла-побратимы
У Раундстона есть побратим —  Нуайель-су-Ланс.

## Галерея

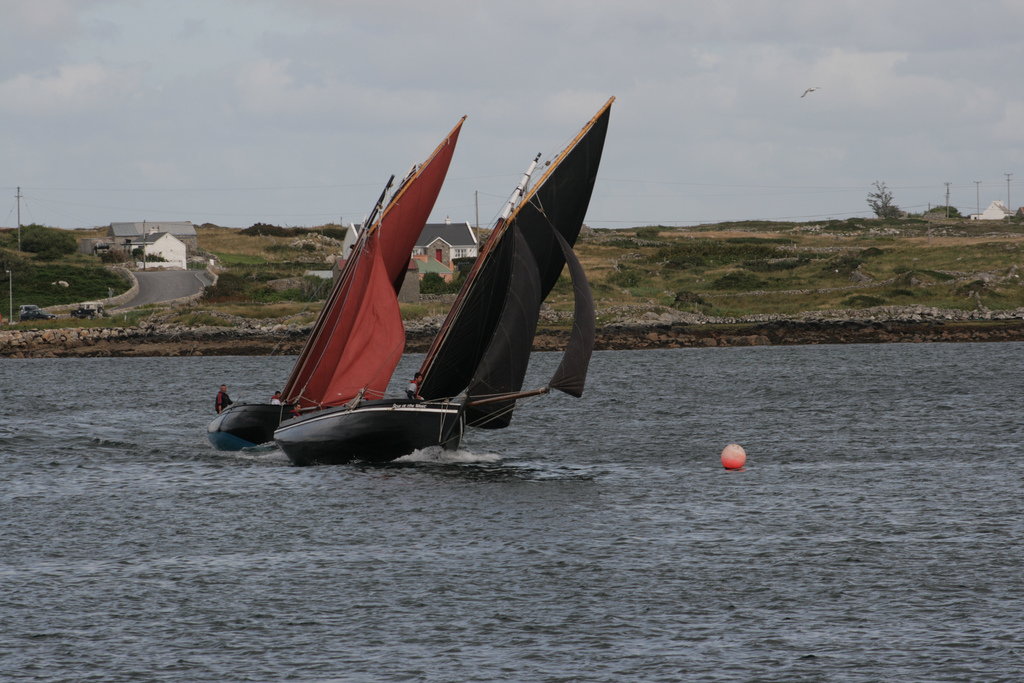
Два хукера[англ.] (традиционных лодки) на раундстонской регате в 2008
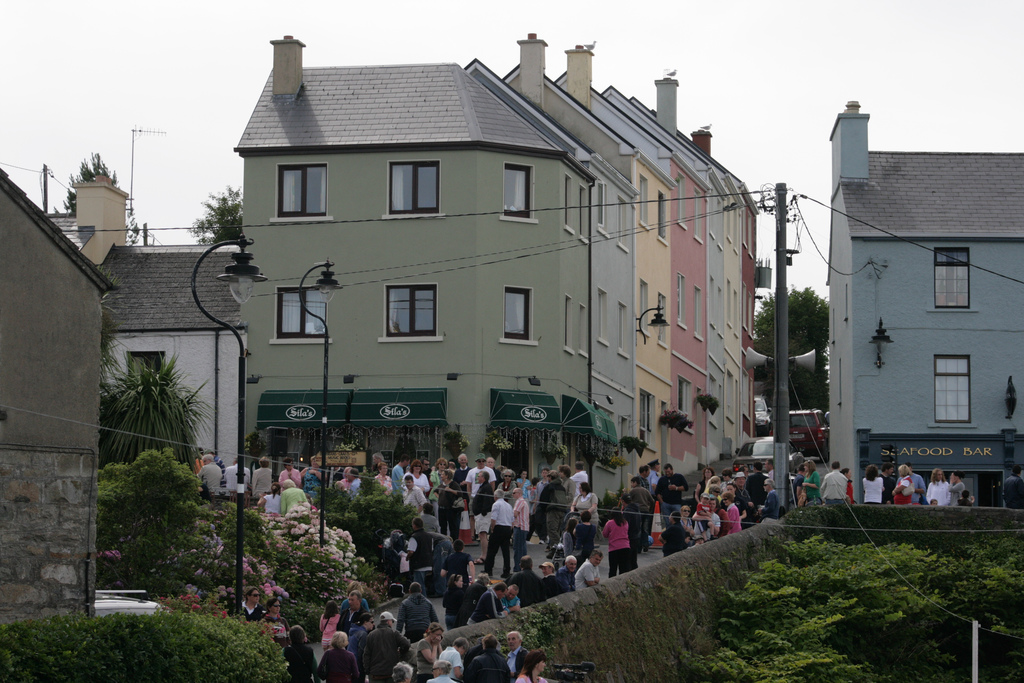
Деревня Раундстон выходные дни во время регаты в 2008 году.
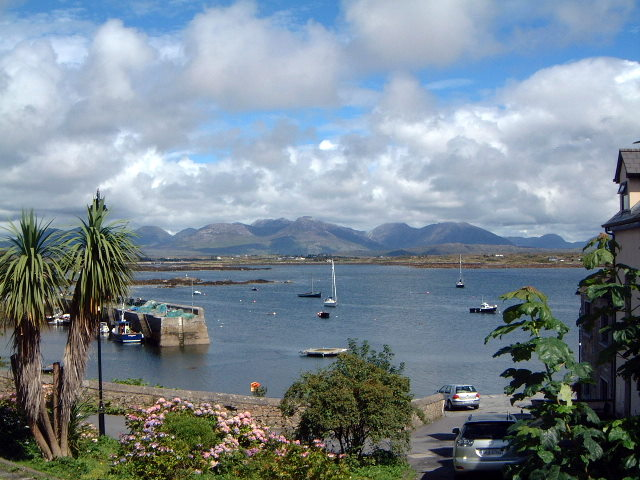
Вид на залив Голуэй с Раундстона
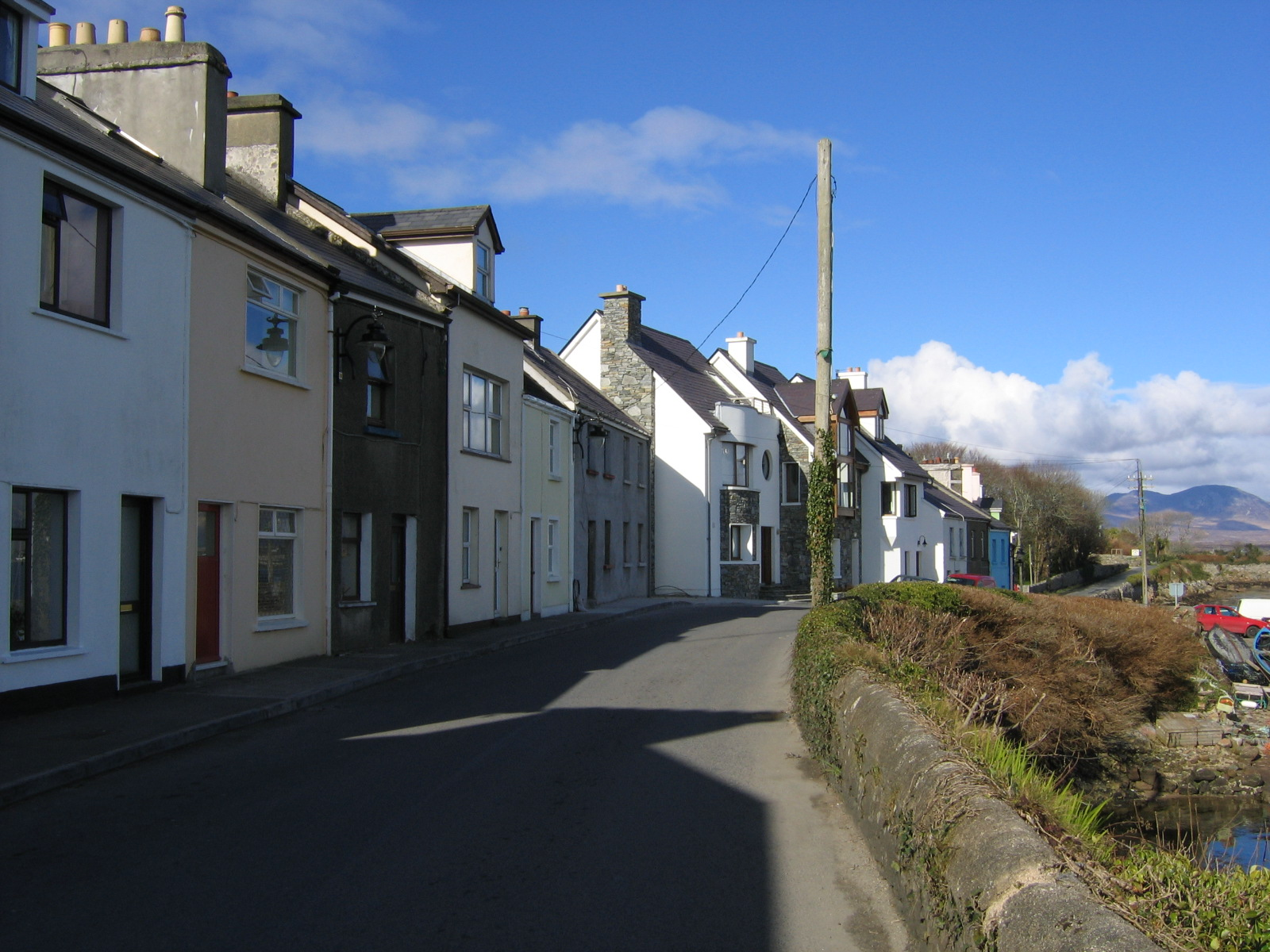
В северном направлении по дороге R341 в Раундстоне
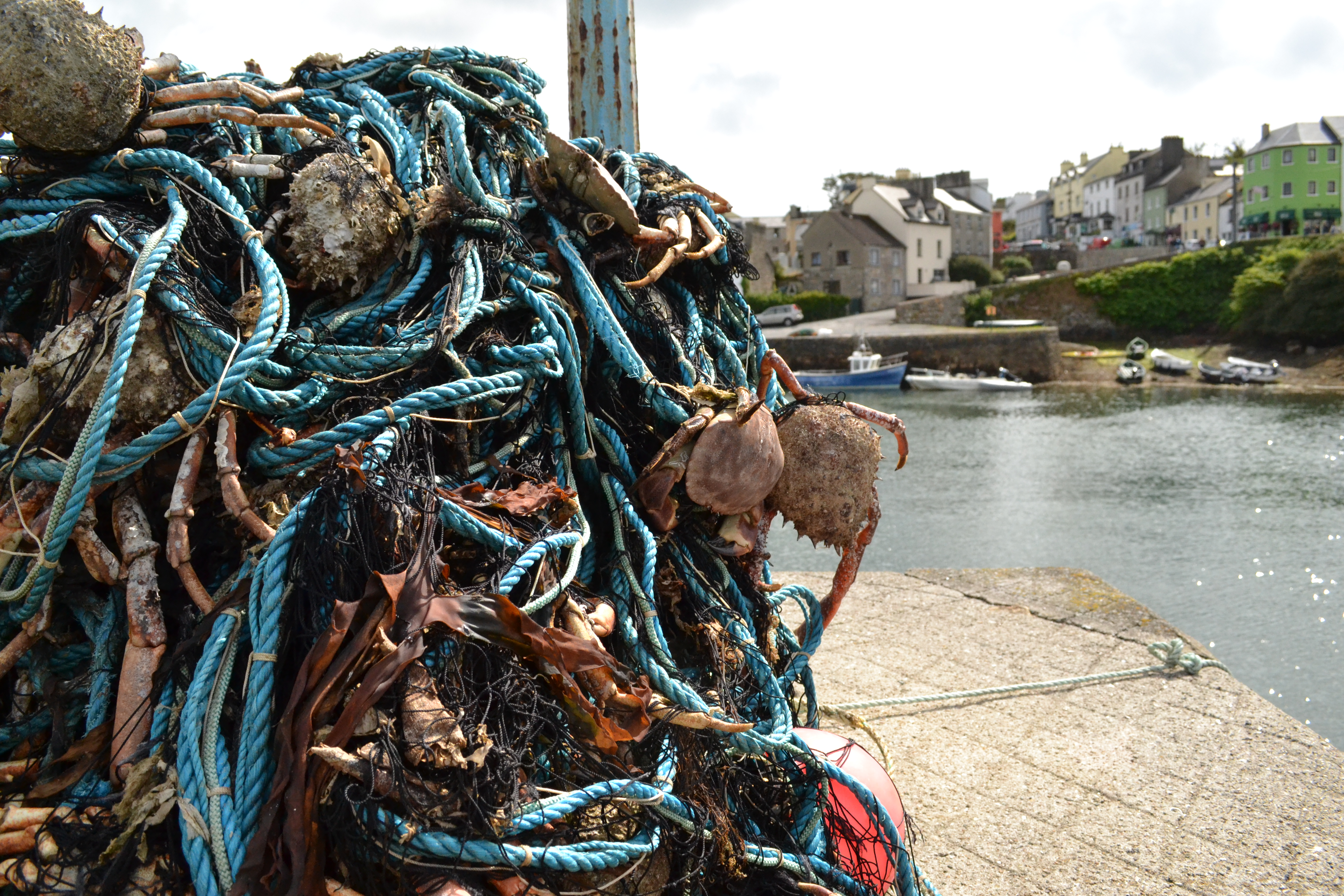
"Cloch na Rón" по-ирландски означает «Скала тюленей»